# Чернецкая, Инна Самойловна
Инна Самойловна Чернецкая (урождённая Бойтлер; 29 августа 1894 — 1963) — российская танцовщица, хореограф и теоретик танца. Основатель «синтетического» направления в танце.

## Биография

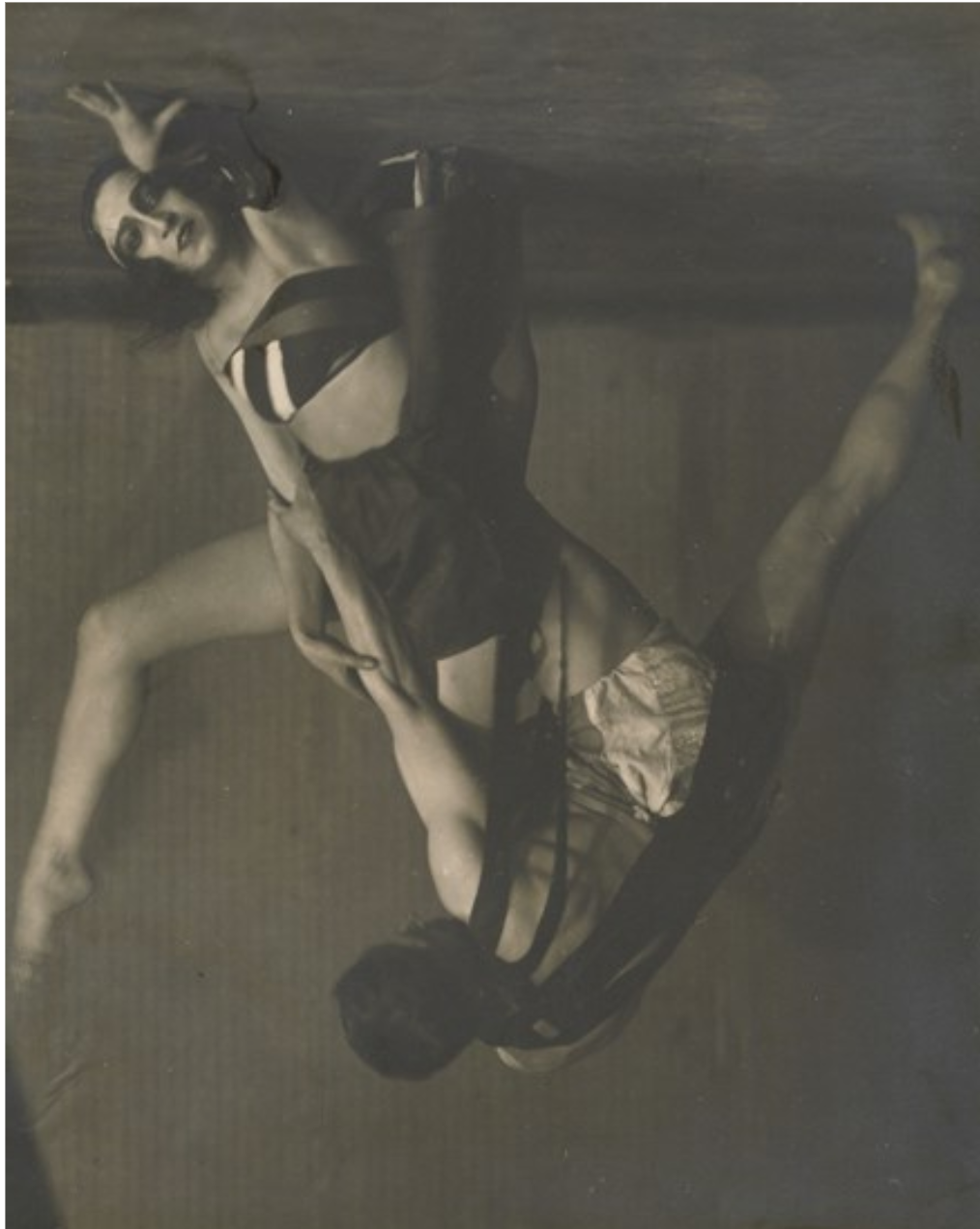
И. С. Чернецкая

Инна Самойловна Бойтлер родилась в Риге (по другим сведениям в Москве), в еврейской семье. Её братья — актёр-комик Аркадий Бойтлер, архитектор и инженер-строитель Вениамин Бойтлер и велогонщик Михаил Бойтлер, сестра — Анна Бойтлер.
После окончания гимназии в 1910 году поступила в «Свободный театр», которым руководили К. А. Марджанов и А. А. Санин. Спонсоры театра купцы Суходольские оплатили стипендию молодой артистке.
Изучала естественные науки в Берлинском университете и одновременно училась в школе танца у Элизабет Дункан, сестры танцовщицы Айседоры Дункан. Перевелась в Лозаннский университет на историко-философский факультет, позже училась в Мюнхене (музыке у А. Сахарова и живописи у А. Явленского). В это время пластический и ритмический танцы получили распространение в России благодаря успешным выступлениям здесь Айседоры Дункан. Параллельно с учёбой (в это время она специализировалась у Рудольфа фон Лабана) Чернецкая занималась теоретическими основами «синтетического танца». В начале 1914 года она продолжила учёбу в академии гимнастики Эмиля Жак-Далькроза, а летом 1914 года возвратилась в Россию.
Поселившись в Москве, она занималась в школе балетмейстера М. Мордкина и на драматических курсах А. Адашева. В том же 1914 году И. С. Чернецкая открыла свою школу-студию, где стремилась объединить в постановке музыку, живопись и различные виды сценического движения. Созданный ею танец, стремившийся к слиянию хореографии с живописью, музыкой и драмой, получил название «синтетического».
Её первое сольное выступление состоялось в театре Зимина в 1915 году. Тогда же она открыла собственные классы для подготовки актёров «синтетического театра», где обучали пластике, акробатике и жесту (в 1919 году студия была зарегистрирована как государственная).
В 1916 году ателье А. А. Ханжонкова выпустило на киноэкран черно-белую немую кинокартину с участием русской актрисы Веры Холодной. Одним из продюсеров картины был брат Чернецкой — Аркадий Бойтлер. Главную героиню картины звали «Инна Чернецкая».

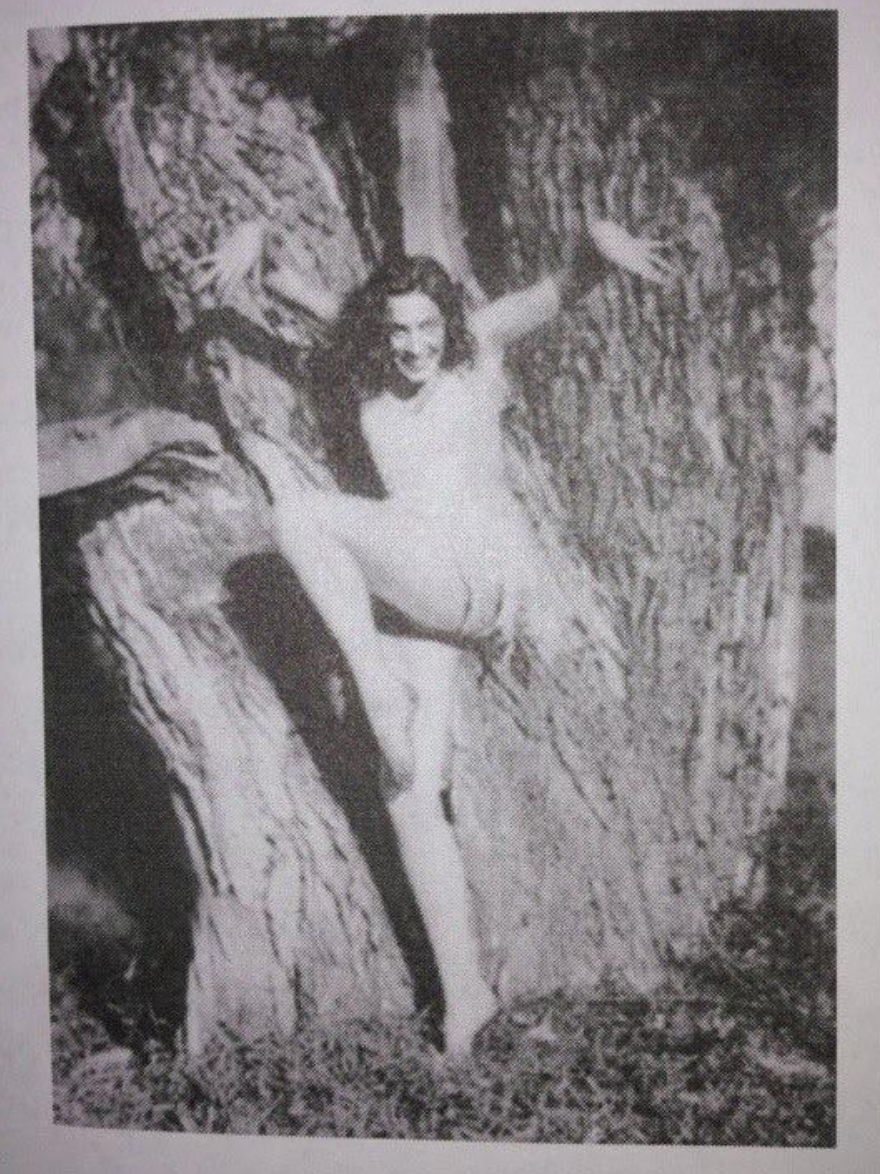
Инна Чернецкая. Фотография

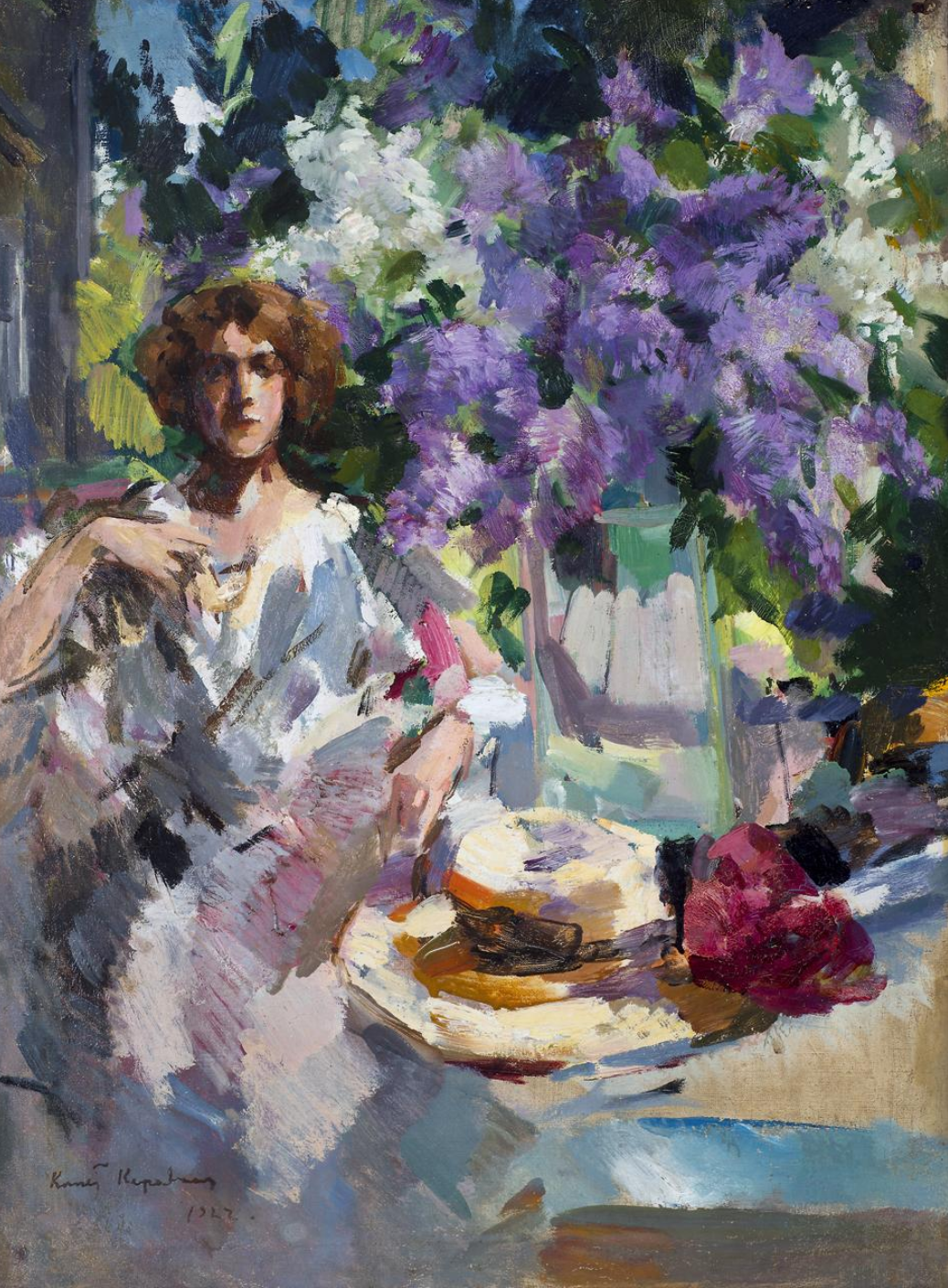
Константин Коровин, «Девушка с сиренью». (Портрет Инны Чернецкой)

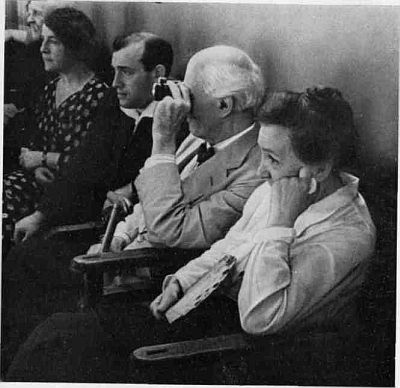
На фотографии: Инна Чернецкая (крайняя слева), Вениамин Радомысленский, Константин Станиславский (с биноклем), Мария Лилина на занятиях в Оперно-драматической студии

В 1917 году Инна Чернецкая вышла замуж за Бориса Щербакова и у неё родился сын Георгий. 
В годы Гражданской войны Чернецкая вывезла студию в Кисловодск. На открытии студии выступал поэт Вячеслав Иванов. Помимо работы в студии, И. С. Чернецкая преподавала в Кисловодской консерватории, читала лекции, устраивала показательные вечера, в которых принимали участие известные артисты и поэты. 
В 1920-х годах возвратилась в Москву, где вновь открыла свою студию при хореологической лаборатории (1923). 
В Справочнике «ВСЯ МОСКВА» 1924 года указаны преподаватели студии: Вера Масолова, Анатолий Александров и другие.
Сотрудничала с международными журналами, в частности, участвовала в дискуссии между «дункановскими» и «мюнхенскими» сторонниками развития танца.
В 1922 году Чернецкая участвует в первой балетной олимпиаде.
В 1923 году Инна Чернецкая выступает на юбилее Брюсова в Большом театре с композицией «Пан» на музыку К. Донаньи.
В 1923 году работает с Якуловым в опере Зимина над спектаклем «Риенци». Затем ставит спектакль «Плач Рахили» совместно с художником Лентуловым. «Плач Рахили» подвергся негативной критике за «максимальную обнаженность женского тела».
В мае 1924 года ставит композиции «Мефисто-вальс» Листа и «Средние века» Глазунова в костюмах художника Георгия Якулова 
В 1925(?) году Инна Самойловна едет в Париж и Германию в составе делегации по подготовке Всемирной выставки. Знакомится с художником Константином Коровиным и будет состоять с ним в переписке до конца его жизни. К. А. Коровин написал портрет Инны Чернецкой («Девушка с сиренью»). 
Здесь она восстанавливает контакты со своей хореографической школой и учителями, продолжает серьёзно готовить теоретическое обоснование своего творчества. В 1927 году создает балет «Сталь». Пытается найти композитора и в феврале 1927 года обращается к Прокофьеву (неудачно). Но в декабре 1927 года композитор Александр Мосолов представляет увертюру этого балета. Части «В тюрьме», «На Балу» и «На площади» утрачены.
В 1927 году работает режиссёром в Московском еврейском театре-студии «Фрайкунст»
С 1928 года — педагог режиссёр в Большом театре в Москве.
В 1929 году в СССР начинается борьба со студийным танцевальным движением. У Чернецкой отбирают помещение студии; её квартиру на Арбате уплотняют, к ней приставляют соседку, которая обязана доносить о её жизни в органы НКВД-ГПУ. 
В 1931 году в Адольф Болм ставит балет Чернецкой «Дух фабрики» на музыку Мосолова в Голливуде, США. 
Чернецкая работает в ГОСЕТ, позже переходит на работу преподавателем танцев к К. С. Станиславскому в Оперно-драматическую студию
После окончания Второй мировой войны продолжает преподавать.

## Известные ученики
- Моисеев, Игорь Александрович [19]
- Беньямин Цемах[нем.] [20]
- Лисициан, Србуи Степановна